# ديف كينغ
ديف كينغ (بالإنجليزية: Dave King)‏ (24 أكتوبر 1940 بكينغستون أبون هال في المملكة المتحدة - 16 يوليو 2010) هو لاعب كرة قدم بريطاني في مركز الهجوم. لعب مع هال سيتي ونادي كينغز لين.